# 小坂鉱山事務所
小坂鉱山事務所（こさかこうざんじむしょ）は、秋田県鹿角郡小坂町にある建築物。重要文化財。文化財指定名称は旧小坂鉱山事務所。日本の近代鉱山における数少ない事務所建築の遺構として価値が高いとされている。

## 歴史

### 鉱山事務所
1905年（明治38年）、藤田組小坂鉱山事務所の本部事務所として建設された。設計者は小坂鉱山事務所工作課の北湯口勇太郎と推定されている。
1997年（平成9年）まで事務所として使われていた。小坂製錬の工場増築に伴い解体され、建物は小坂町に無償譲渡された。

### 移築と観光施設化
2001年（平成13年）、小坂町の明治百年通り構想により、旧小坂鉱山病院跡地に移築され、新たに観光施設として生まれ変わった。移転するに当たっては、完成当時の状態を再現するため、壁面はモルタルから白漆喰に変更され、バルコニーの屋根はトタンから竣工当時の杉板葺に、それ以外の屋根は耐久性の観点から銅板葺に変更された。ランプなどの室内の小物に関しても当時の設計図を元に作り直された。
2002年（平成14年）5月23日には重要文化財に指定された。同時に康楽館も指定されている。2007年（平成19年）、経済産業省によって「小坂鉱山関連遺産」の一部として近代化産業遺産に認定された。2022年（令和4年）12月12日、 秋田県によって「未来に伝えたい秋田のインフラ50選」に小坂鉱山事務所が選出された。

## 小坂記念病院
1908年（明治41年）、後に小坂鉱山事務所が移築される場所にルネサンス様式の小坂鉱山病院が建設された。1949年（昭和24年）の火災によって小坂鉱山病院の建物は焼失した。その後も小坂鉱山病院は引き続き当地で診療を続けていたが、1997年（平成9年）に閉院し建物も解体された。当時の遺構として、霊安室のあった建物が旧小坂鉱山病院記念棟として保存されている。2003年（平成15年）7月1日には旧小坂鉱山病院記念棟が登録有形文化財に登録された。

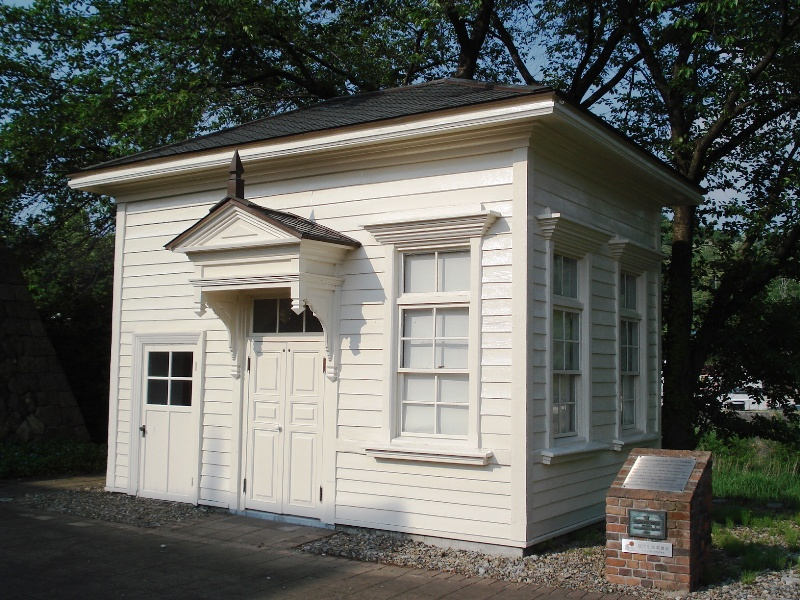
旧小坂鉱山病院記念棟

## 建築
ルネサンス様式の洋風建築である。木造3階建であり、口字型の平面を有する。

## 展示
中にはアミューズメントアトラクションやレストラン藤田倶楽部、土産店、着物スタジオがある。

## 利用案内
- 開館時間 
  - 9:00-17:00

- 休館日
  - 年末年始（12月27日-1月3日）

- 入館料 
  - 一般・高校生 300円（20名以上団体 240円）
  - 小・中学生 150円（20名以上団体 120円）
- 康楽館・鉱山事務所・郷土館3館共通券
  - 康楽館常設公演と3館施設見学
    - 一般・高校生 2200円（20名以上団体 1940円）
    - 小・中学生 1050円（20名以上団体 940円）

  - 3館施設見学
    - 一般・高校生 900円（20名以上団体 760円）
    - 小・中学生 400円（20名以上団体 350円）

## ギャラリー

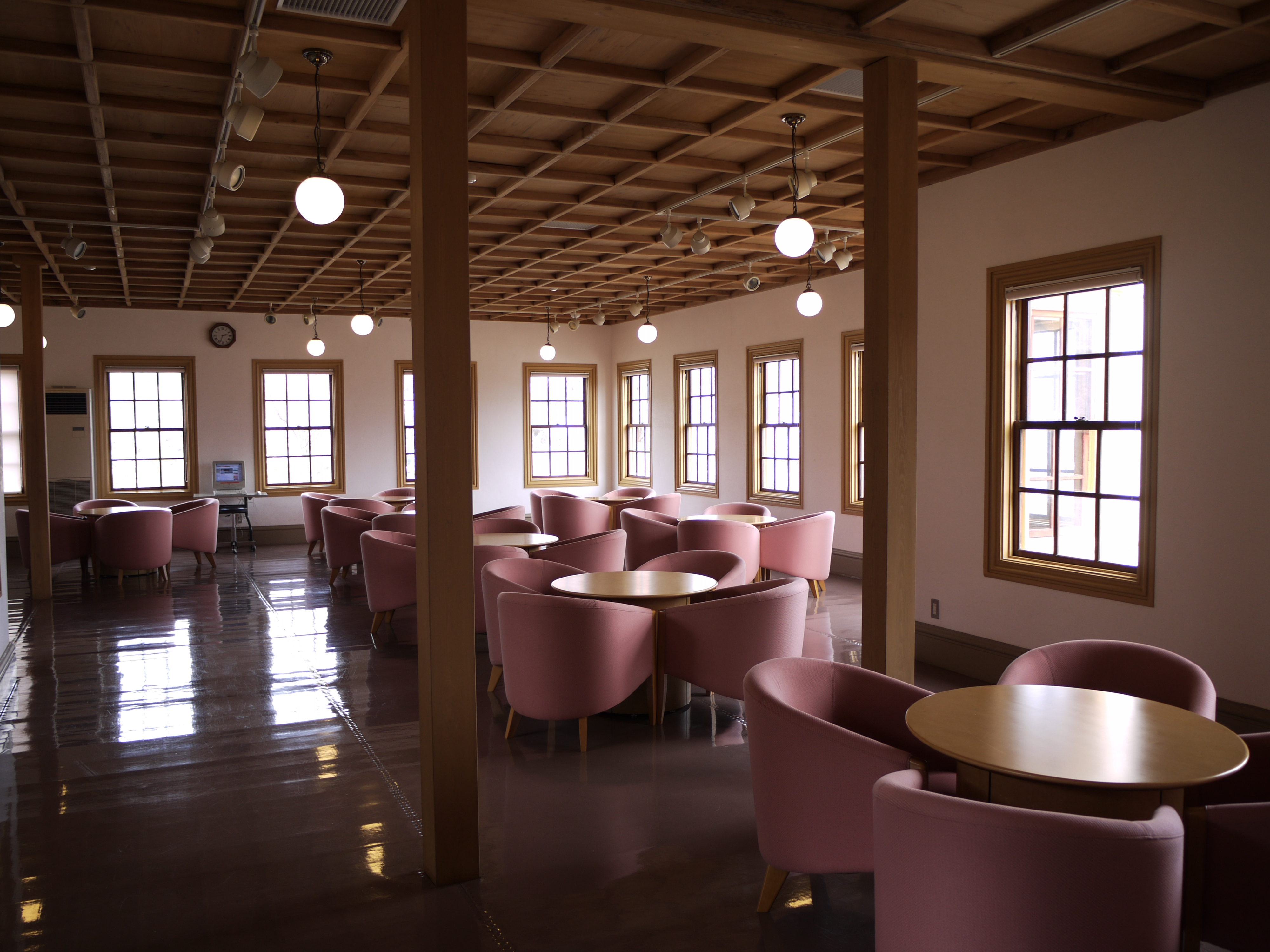
展示室
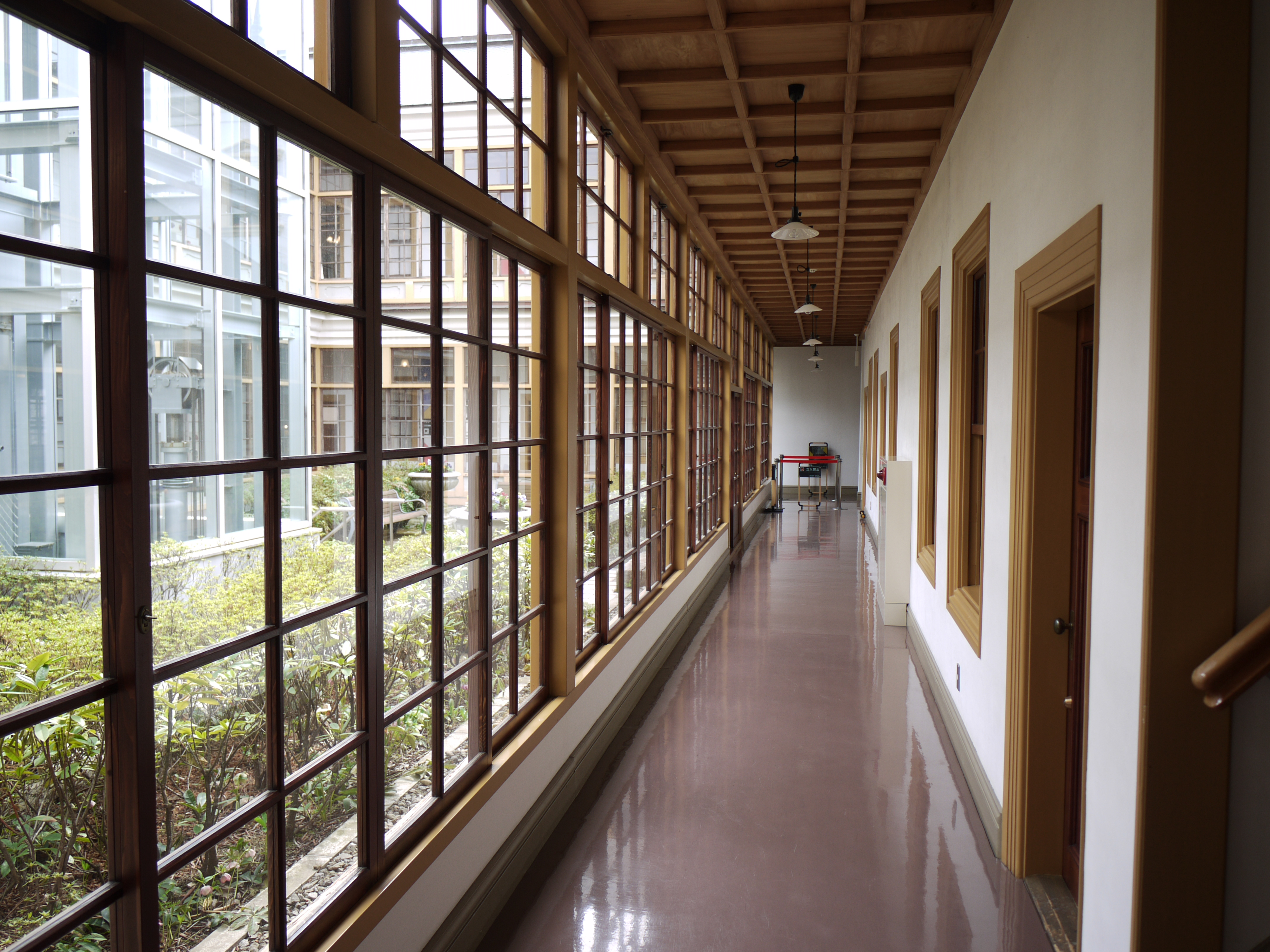
廊下
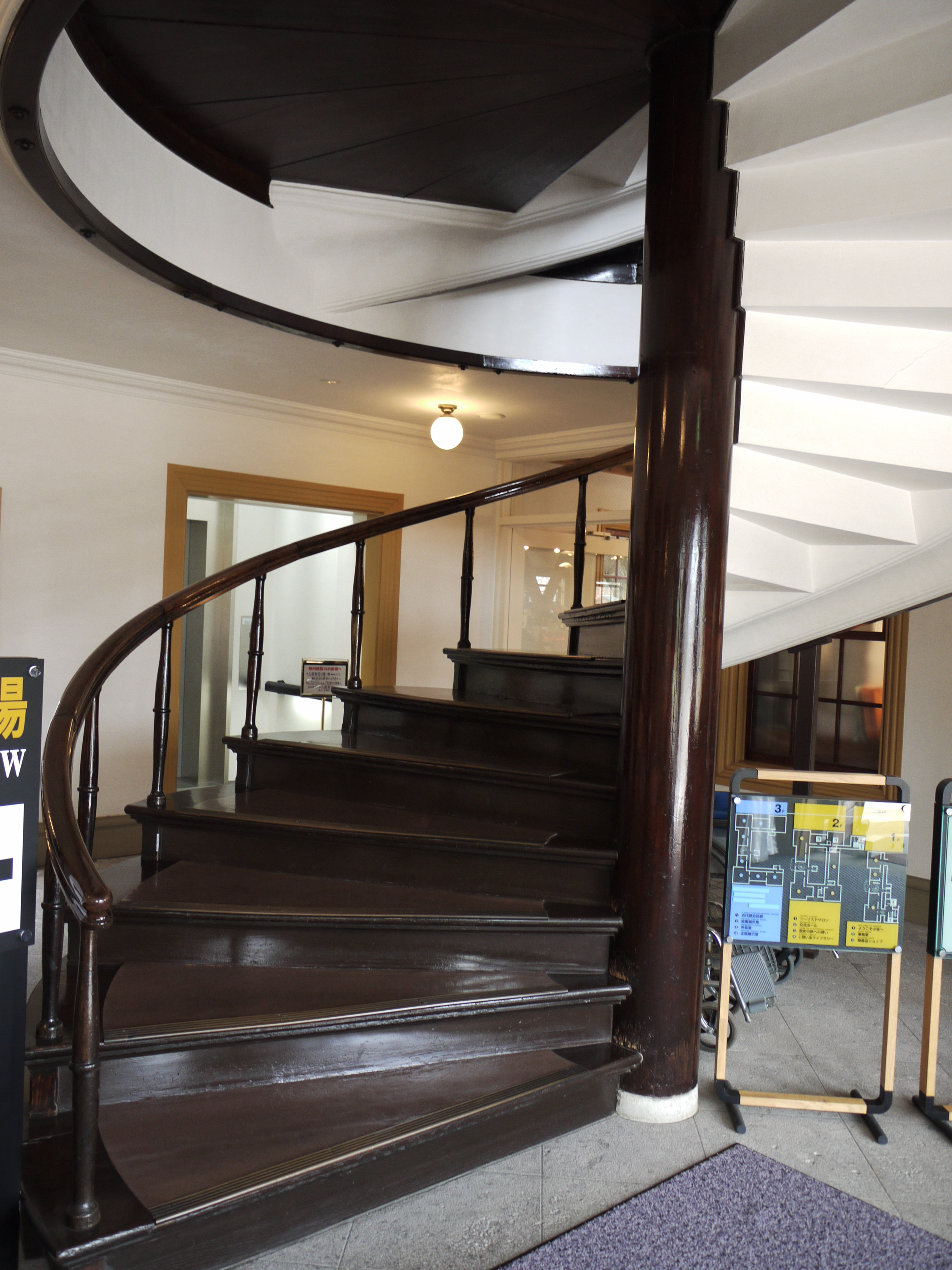
螺旋階段
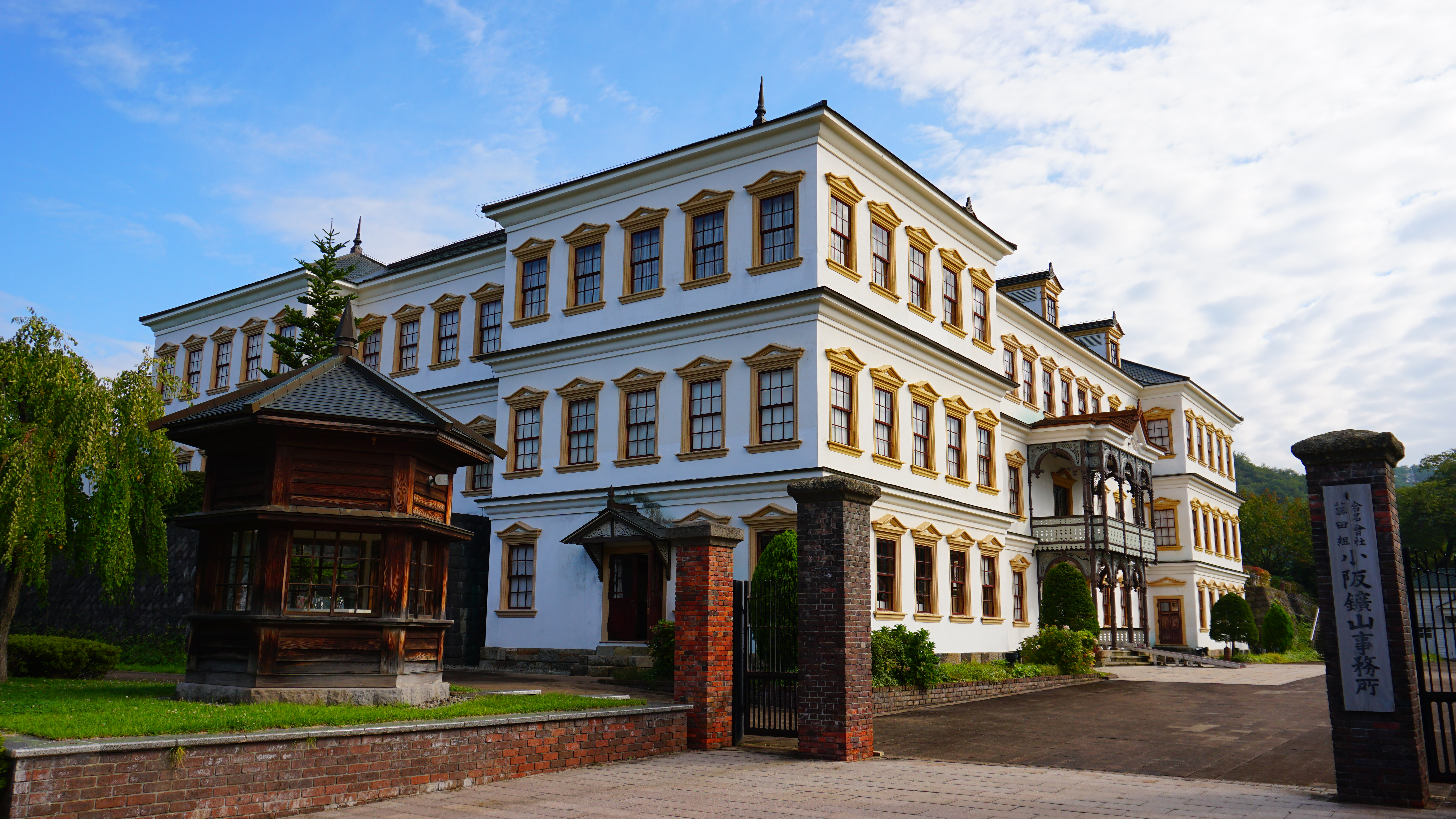
建物側面
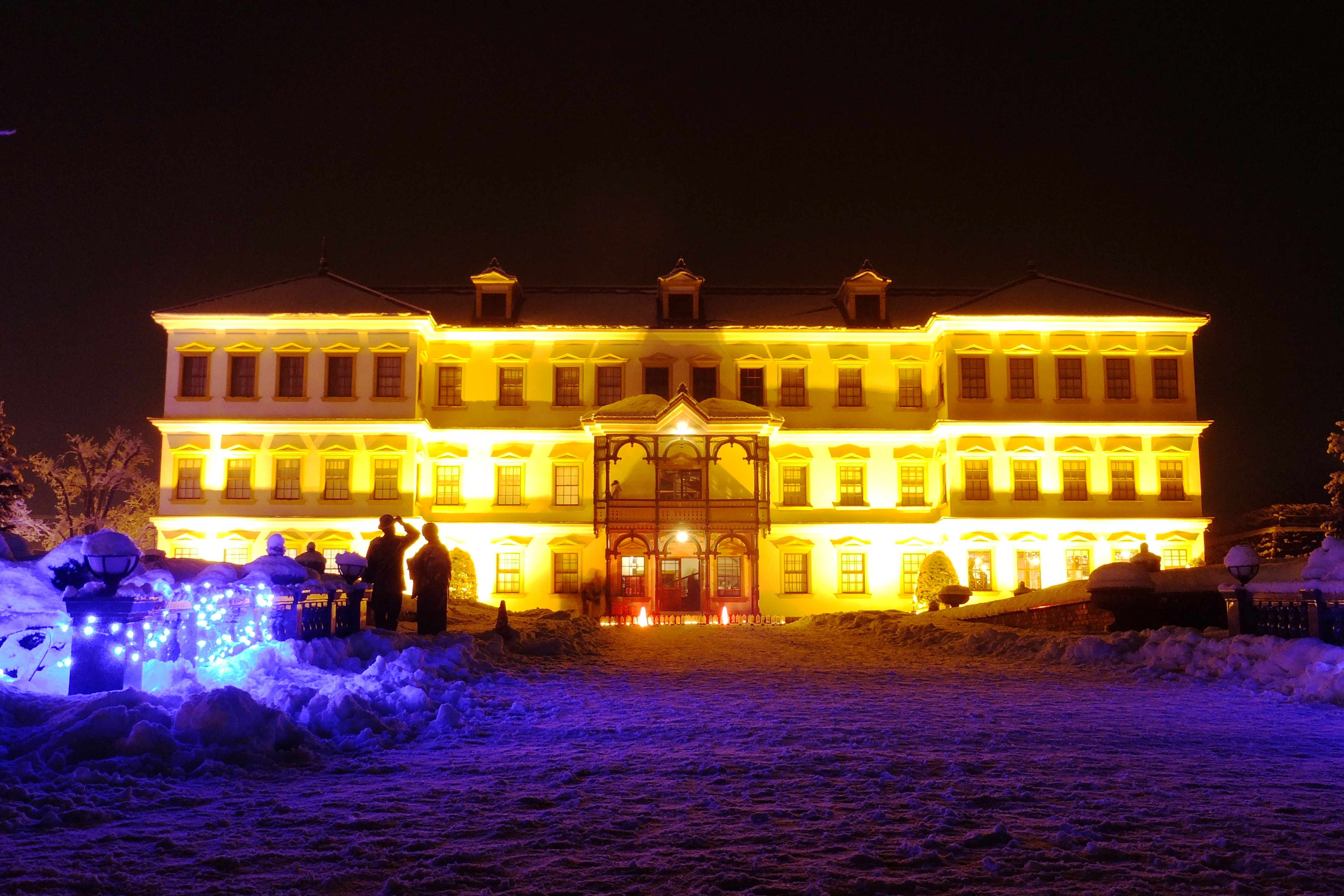
ライトアップされた建物